# 安德里森·霍罗威茨
安德里森·霍罗威茨（英語：Andreessen Horowitz），又名a16z，是一家美國私人風險投資公司，由马克·安德里森和本·霍罗威茨於2009年創立。該公司總部位於美國加利福尼亞州門洛公園。
從2006年到2010年，安德里森和霍罗威茨都是科技公司的積極投資者。他們共同投資了8000萬美元在Twitter等45家初創公司。在那段時間裡，兩人成為超級天使投資者。

## 历史
2009年7月6日，安德森和霍洛维茨成立了风险投资基金，初期资本为3亿美元。 2010年11月，在风险资本主义领域萎缩之际，该公司又筹集了6.5亿美元用于第二个风险基金。在不到两年的时间里，该公司在这两个基金下总共管理了12亿美元。 截至2014年3月27日，该公司管理着第四支15亿美元的基金，之后管理着40亿美元的资产。 除了安德森和霍洛维茨外，该公司的普通合伙人还包括约翰·奥法雷尔（John O'Farrell），斯科特·魏斯（Scott Weiss），杰夫·乔丹（Jeff Jordan），彼得·莱文（Peter Levine），克里斯·迪克森（Chris Dixon），维杰·潘德（Vijay Pande），凯蒂·豪恩（Katie Haun），亚历克斯·兰佩尔（Alex Rampell），马丁·卡萨多（Martin Casado），康妮·陈，安德鲁·陈（Andrew Chen） 和Sriram Krishnan。 据报道，2019年3月，安德森·霍洛维茨在旧金山开设办事处。。